# Distrito de Alto Larán
El distrito de Alto Larán es uno de los once distritos peruanos que forman la provincia de Chincha en el departamento de Ica, bajo la administración del Gobierno regional de Ica.
Desde el punto de vista jerárquico de la Iglesia católica forma parte de la Diócesis de Ica.

## Historia
Alto Larán fue creado como distrito el día 29 de enero de 1965, durante el primer periodo de gobierno del arquitecto Fernando Belaúnde Terry.

## Geografía
Tiene una población de 6.972 habitantes, con una tasa de crecimiento anual de 1.1%, que se asientan sobre una superficie de 298,83 km²,lo que hace que sea un distrito eminentemente rural. Su altitud es de 137.00 m s. n. m.

## Autoridades

### Municipales
- 2023 - 2026[3]
  - Alcalde: Carlos Alberto Magallanes Ramírez (Somos Perú)
  - Regidores:

  1. Mirtha Gladys Magallanes Vega (Somos Perú)
  2. Leoncio Yoel Lliuya Cristóbal (Somos Perú)
  3. Sandy Ysabel Torres Pachas (Somos Perú)
  4. Miguel Ángel Fanarraga Levano (Somos Perú)
  5. Luis Alberto Pilpe Medrano (Podemos Perú)

Alcaldes anteriores
- 2023 - actual Carlos Alberto Magallanes Ramírez

- 2019 - 2020: Alberto Magallanes Mendoza (fallecido, mayo de 2020).
- 2015 - 2018:[4] Ana Mercedes Sotteccani Altamirano, del Movimiento Frente Independiente Larán Rumbo al Cambio (LRAC).
- 2007 - 2011: Alberto Magallanes Mendoza.

## Festividades
- Virgen de la Candelaria.
- Santiago.
- Virgen del Carmen.